# Deep Purple
Pour les articles homonymes, voir Deep Purple (homonymie).
Deep Purple est un groupe britannique de rock, originaire de Hertford en Angleterre. Formé en 1968, il compte parmi les pionniers du genre hard rock.
Au cours de ses six décennies d'existence, le groupe est toujours constitué de cinq musiciens : un chanteur, un guitariste, un bassiste, un claviériste et le batteur Ian Paice qui demeure le seul membre constant du groupe. Mais il connait plusieurs changements de personnel qui déterminent son évolution musicale. Les éléments caractéristiques du son de Deep Purple durant la majeure partie de son existence sont la guitare Fender Stratocaster de Ritchie Blackmore et l'orgue Hammond de Jon Lord. Deep Purple est un des plus grands groupes de rock britannique et a vendu depuis sa fondation environ 130 millions de disques à travers le monde.
Durant ses deux premières années, le quintet original Rod Evans au chant, Ritchie Blackmore à la guitare, Nick Simper à la basse, Jon Lord aux claviers et Ian Paice à la batterie, enregistre trois albums influencés par le courant psychédélique et la musique classique. L'arrivée en 1969 du chanteur Ian Gillan et du bassiste Roger Glover donne lieu à la période la plus faste du groupe, avec les albums In Rock, d'où est extrait Child in Time, et Machine Head, contenant le tube Smoke on the Water, et l'enregistrement en public du double album Made in Japan. Après le départ de Gillan et Glover en 1973, leurs remplaçants David Coverdale et Glenn Hughes orientent la musique du groupe dans une direction soul et funk, une évolution renforcée par l'arrivée du guitariste Tommy Bolin, remplaçant de Ritchie Blackmore, en 1975. Le groupe se sépare l'année suivante, à la fin de laquelle Bolin meurt d'une overdose de drogue.
En 1980, Rod Evans, premier chanteur du groupe, monte un faux Deep Purple, avec des musiciens inconnus qui donnent quelques concerts houleux avant que la justice ne mette fin à la supercherie. La formation emblématique du début des années 1970, la célèbre Mark II, se reforme alors en 1984, sur l'album Perfect Strangers, mais sa composition fluctue durant les dix années qui suivent, dominées par les relations conflictuelles entre Ian Gillan et Ritchie Blackmore : le premier est renvoyé du groupe en 1988, et remplacé par Joe Lynn Turner, avant de le retrouver en 1992, alors que le second en claque définitivement la porte en 1993. Après un bref passage en concert du guitariste Joe Satriani, Deep Purple retrouve une certaine stabilité avec l'arrivée du guitariste Steve Morse l'année suivante et de Don Airey aux claviers en 2002, en remplacement de Jon Lord parti pour se consacrer à ses projets en solo. Depuis, le groupe continue à produire des albums dans le genre hard rock tout en donnant des concerts dans le monde entier à un rythme soutenu. Il est intronisé au Rock and Roll Hall of Fame en 2016, dont à titre posthume pour Jon Lord, mort en 2012 des suites d'un cancer. À l'été 2022, le guitariste Steve Morse quitte le groupe pour raisons familiales : il est remplacé par Simon McBride. Le premier album de cette nouvelle formation, =1, sort en 2024.

## Histoire

### Roundabout (1967-1968)
Durant l'été 1967, l'ex-batteur des Searchers Chris Curtis (en) convainc l'homme d'affaires londonien Tony Edwards de financer son idée. Il souhaite former un groupe nommé Roundabout, conçu comme un carrousel (« roundabout » en anglais) : autour d'un noyau de musiciens stable, divers artistes seraient invités à monter sur scène pour jouer brièvement avec eux avant de laisser la place au suivant. Pour former le noyau du groupe, Curtis recrute l'organiste et pianiste de formation classique, Jon Lord, ex-The Artwoods, et le guitariste de studio Ritchie Blackmore, ex-Savages (en) (entre autres). Comme bassiste, Lord suggère Nick Simper, avec qui il joue au même moment au sein des Flower Pot Men, dont la chanson Let's Go to San Francisco devient un hit de l'automne 1967. Cependant, le projet Roundabout ne décolle jamais réellement, et les idées de plus en plus folles de Curtis laissent dubitatif le trio d'investisseurs composé de Tony Edwards, John Coletta et Ronald Hire (HEC Enterprises). Curtis finit par abandonner le groupe, tandis que Lord et Simper partent se produire en Allemagne avec les Flower Pot Men. Blackmore et Lord restent néanmoins en contact avec Edwards, Coletta et Hire.
Blackmore invite le batteur Bobbie Clarke (en), également un ex-Savages, à rejoindre Roundabout – le nom reste, malgré l'abandon du concept. Cependant, les goûts musicaux de Clarke le portent davantage vers le rock and roll (il fut le batteur des Play-Boys de Vince Taylor et ensuite de Johnny Hallyday) que vers les expérimentations psychédéliques ou progressives de Lord et Blackmore, ce qui compromet sa participation au groupe. En mars 1968, des auditions sont organisées pour trouver un chanteur. Rod Evans, chanteur du groupe The Maze, arrive accompagné de son batteur Ian Paice, et tous deux sont aussitôt engagés. Selon la légende, Clarke aurait été renvoyé du groupe alors qu'il était parti acheter des cigarettes.
Roundabout part en tournée au Danemark et en Suède en avril 1968. Son répertoire se compose alors essentiellement de reprises exubérantes, influencées par le son de Vanilla Fudge, de chansons comme Help! des Beatles, Hey Joe de Jimi Hendrix, Hush de Joe South et I'm So Glad de Skip James, ainsi que des instrumentaux originaux And the Address et Mandrake Root où les musiciens, en particulier Blackmore et Lord, laissent libre cours à leurs envies d'improvisation. Durant cette tournée, le groupe adopte son nom définitif sur une suggestion de Blackmore : Deep Purple, un standard des années 1930, est la chanson préférée de sa grand-mère, qu'elle jouait souvent au piano,.

### Mark I (1968-1969)

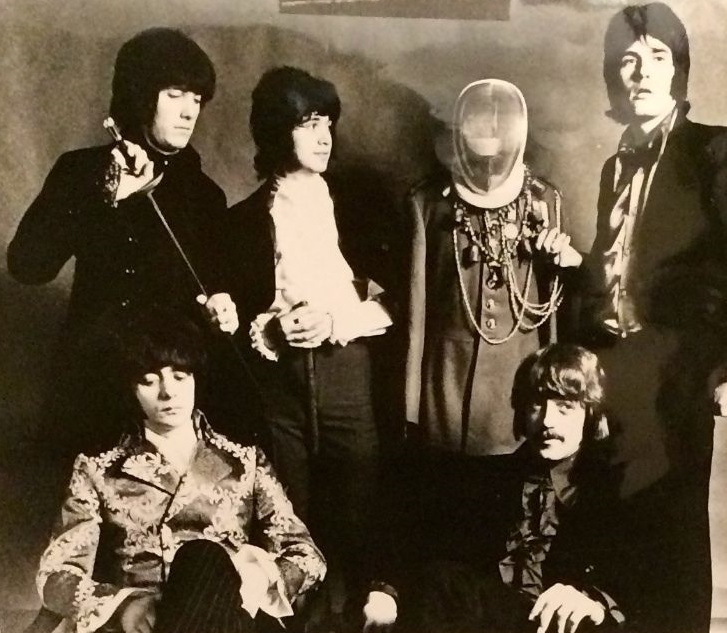
Deep Purple en 1968.

De retour en Angleterre, Deep Purple décroche un contrat avec EMI (Royaume-Uni) et Tetragrammaton Records (États-Unis) grâce au producteur Derek Lawrence (en). Le groupe enregistre son premier album en deux jours, du 11 au 13 mai 1968, aux studios Pye de Londres. Produit par Lawrence, Shades of Deep Purple reprend essentiellement le répertoire scénique contemporain du groupe. L'album sort au mois de juillet, accompagné du 45 tours Hush, et les deux rencontrent un succès notable aux États-Unis : le premier atteint la 24e position du classement Billboard, tandis que le second se classe 4e des ventes de singles. Cette popularité inattendue du groupe sur le sol américain lui permet d'être choisi pour y assurer la première partie de la tournée d'adieu de Cream, en octobre. En revanche, le succès n'est pas au rendez-vous au Royaume-Uni : la version de l'album qui y éditée par Parlophone en septembre passe totalement inaperçue.
En juillet, Deep Purple donne quelques concerts en Angleterre et en Europe, mais ne parvient pas à convaincre le public, qui trouve sa musique lente et pompeuse : la critique n'hésite pas à les qualifier de « Vanilla Fudge du pauvre », tandis que Mick Farren, leader des Deviants, parle de croisement « entre du mauvais Tchaïkovski et un B-52 au décollage ». Bénéficiant de quelques semaines de liberté avant de partir outre-Atlantique, les cinq musiciens entrent aux studios De Lane Lea en août pour enregistrer leur deuxième album. Intitulé The Book of Taliesyn, il inclut trois nouvelles reprises : Kentucky Woman de Neil Diamond, We Can Work It Out des Beatles et River Deep, Mountain High de Ike et Tina Turner.Sa pochette est dessinée par Jon Lord et sa sortie est fixée pour coïncider avec la tournée américaine. Cependant, celle-ci s'achève de manière abrupte : le groupe est renvoyé après seulement trois concerts. Ils parviennent néanmoins à décrocher de nouvelles dates sur la côte ouest des États-Unis jusqu'au début de l'année 1969. C'est durant cette tournée, illustrée par l'album live Live at Inglewood 1968 (sorti en 2002), que Ritchie Blackmore abandonne sa Gibson ES-335 au profit d'une Fender Stratocaster qui devient sa guitare de prédilection. Malgré la présence de Deep Purple sur le sol américain, ni The Book of Taliesyn (54e), ni les singles Kentucky Woman (38e) et River Deep, Mountain High (53e) ne parviennent à faire aussi bien que Shades of Deep Purple et Hush,.
Les premières sessions du troisième opus de Deep Purple, toujours produit par Derek Lawrence, ont lieu de janvier à mars 1969, en même temps qu'une tournée en Grande-Bretagne. Signe d'ambitions musicales revues à la hausse et du développement des talents d'écriture des cinq musiciens, l'album, simplement intitulé Deep Purple, ne contient qu'une seule reprise, Lalena (en) de Donovan, tandis que la longue suite April tente de marier rock et musique classique. Le groupe enchaîne avec une deuxième tournée américaine en avril-mai, mais il y rencontre un succès moindre que l'année précédente. Par ailleurs, Blackmore et Lord sont de plus en plus insatisfaits par la composition du groupe : la sortie du premier album de Led Zeppelin, en février, leur a donné des idées, mais ils craignent que Simper et Evans ne soient une gêne dans ce possible virage vers le hard rock. Ils rallient Paice et le manager John Coletta à leur point de vue. L'échec commercial de Deep Purple (162e aux États-Unis) semble confirmer que le groupe se trouve dans une impasse. La rupture est consommée, mais le quintette original se produit encore pendant quelques semaines en Angleterre pour promouvoir la sortie britannique de The Book of Taliesyn sur son nouveau label, Harvest Records ayant pris le relais de Parlophone.

### Mark II (1969-1973)

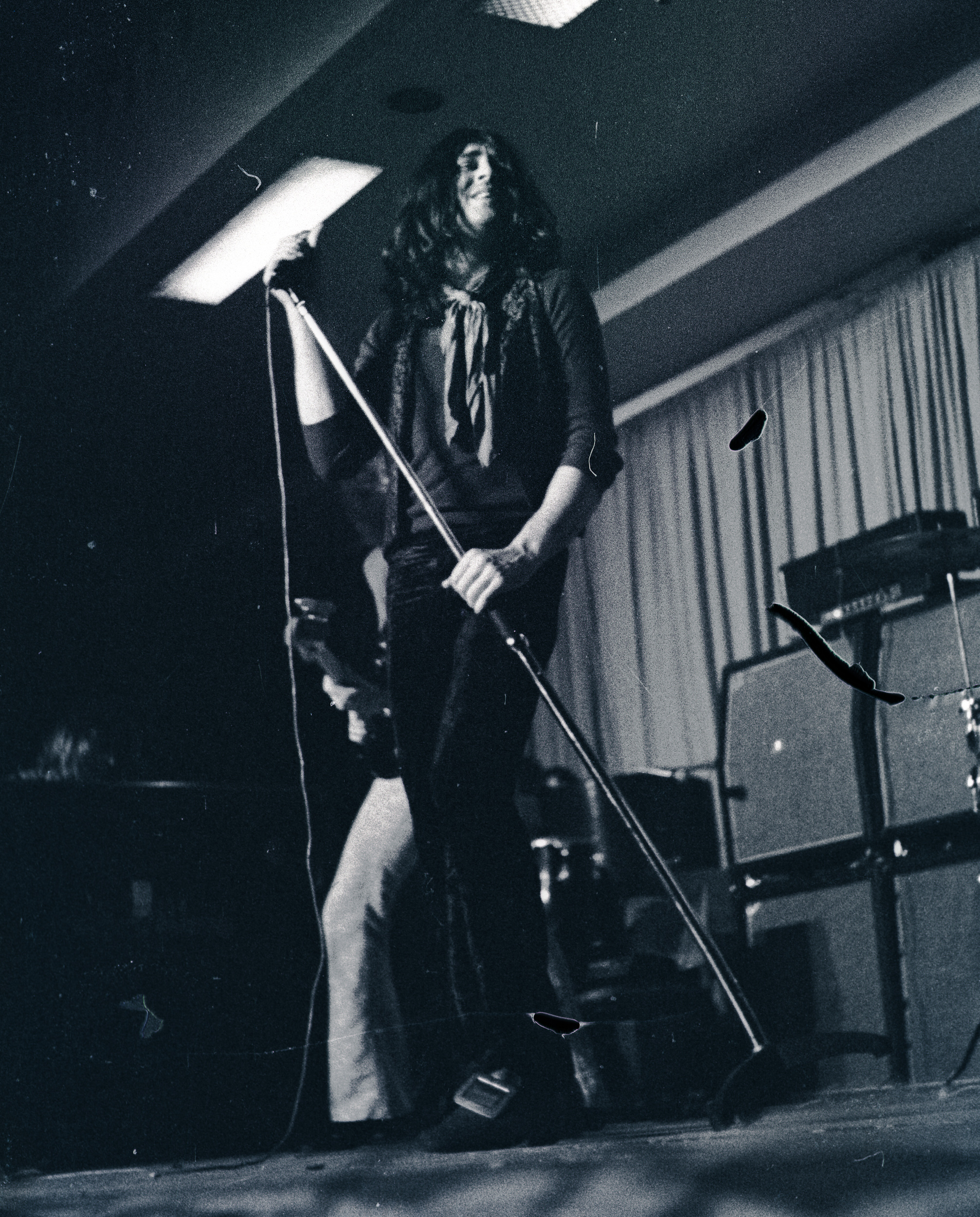
Ian Gillan et Roger Glover sur scène avec Deep Purple en 1970.

Ian Gillan et Roger Glover, respectivement chanteur et bassiste d'Episode Six, sont engagés en juin 1969 pour remplacer Rod Evans et Nick Simper. Formé en 1964, Episode Six n'a jamais réussi à percer malgré la parution de plusieurs 45 tours. La nouvelle formation de Deep Purple enregistre son premier single, une chanson écrite par Roger Greenaway et Roger Cook intitulée Hallelujah, à l'insu d'Evans et Simper. Ces derniers jouent pour la dernière fois avec le groupe le 4 juillet 1969 à Cardiff. Six jours plus tard, le 10 juillet, la nouvelle formation fait ses débuts sur scène au Speakeasy Club de Londres. Evans et Simper partent respectivement fonder Captain Beyond et Warhorse.
Toujours en 1969, la faillite de Tetragrammaton Records laisse Deep Purple avec de lourdes dettes, et sans maison de disques aux États-Unis. Ses managers parviennent à décrocher un contrat avec Warner Bros. Records pour le marché américain au début de l'année 1970, tandis que Harvest continue à distribuer ses disques au Royaume-Uni.
Entre-temps, le groupe a passé l'été 1969 à travailler sur son quatrième album, développant sa nouvelle orientation hard rock. Néanmoins, c'est dans un autre domaine qu'il revient dans l'actualité, avec le Concerto for Group and Orchestra, une composition de Jon Lord interprétée par Deep Purple avec l'Orchestre philharmonique royal dirigé par Malcolm Arnold. Ce projet mêlant rock et musique classique, entièrement porté par Lord, laisse les autres membres du groupe dubitatifs : à leurs yeux, c'est une distraction malvenue. Le spectacle a lieu au Royal Albert Hall le 24 septembre 1969 et attire des réactions variées, allant de l'enthousiasme au rejet complet : le DJ John Peel refuse notamment de recevoir de nouveau le groupe dans son émission après le Concerto. Deep Purple se le tient pour dit et abandonne par la suite ce genre d'expériences néo-classiques, en dehors de la Gemini Suite l'année suivante, pour laquelle la BBC force Lord à faire appel à ses camarades contre sa volonté.

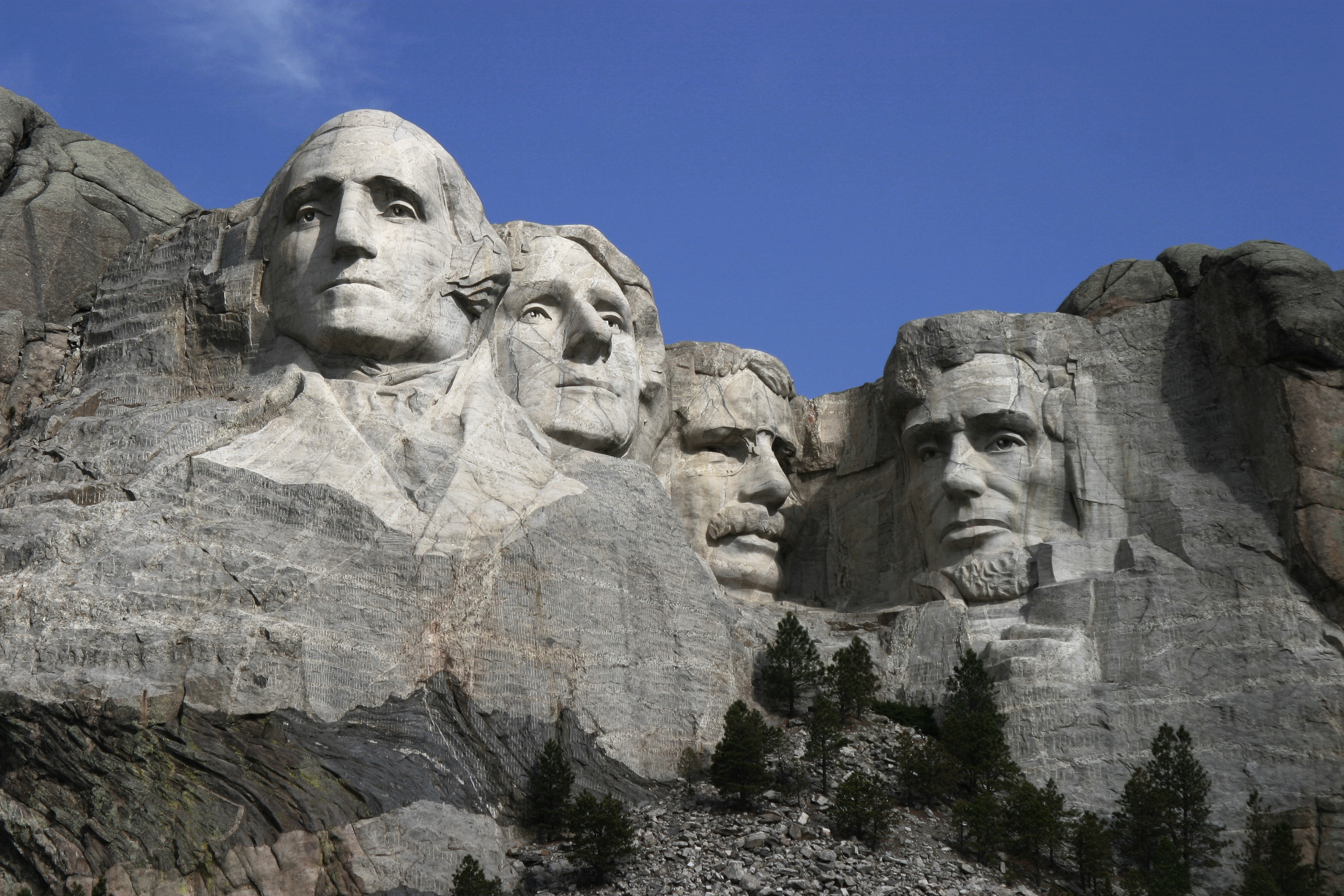
La pochette de l'album In Rock parodie l'iconique mont Rushmore en remplaçant les visages des quatre présidents américains par ceux des cinq membres du groupe.

Durant les mois qui suivent, le groupe donne des concerts à un rythme effréné pour assainir ses finances, encore grevées par le coût du Concerto. Les musiciens en profitent pour mettre à l'épreuve les titres prévus pour leur quatrième album, dont les sessions d'enregistrement commencent en octobre, Martin Birch remplaçant Derek Lawrence aux manettes. In Rock sort en juin 1970 et rencontre immédiatement un grand succès, permettant enfin à Deep Purple de percer dans son pays d'origine : le single Black Night, paru au même moment, s'y classe no 2, tandis que l'album atteint la 4e place des charts (respectivement 66e et 143e aux États-Unis). In Rock contient notamment les chansons Speed King et Child in Time, longue suite de plus de dix minutes qui devient l'un des titres incontournables du groupe sur scène.
L'enregistrement de l'album suivant, Fireball, s'étend de septembre 1970 à juin 1971. Entre-temps, le single Strange Kind of Woman, sorti en février pour faire patienter les fans, atteint la 8e place du hit-parade britannique. Fireball est édité en juillet et rouvre le marché américain à Deep Purple (32e), qui y tourne avec les Faces de Rod Stewart. Plus progressif et varié que son prédécesseur, il devient également son premier no 1 au Royaume-Uni, mais les ventes restent dans l'ensemble décevantes par rapport à celles de In Rock et Black Night. La même année, le groupe crée sa propre maison de disques, Purple Records. Outre les albums de Deep Purple et de ses membres en solo, le label édite Rupert Hine, Tony Ashton, Yvonne Elliman, Jon Pertwee, Hard Stuff (en), Silverhead (en) et Tucky Buzzard (en), entre autres.
Machine Head, sixième album studio de Deep Purple, est l'un des gros succès de l'année 1972 : no 7 aux États-Unis, no 1 au Royaume-Uni. Enregistré à Montreux avec le studio mobile des Rolling Stones, il comporte plusieurs des chansons les plus connues du groupe : Highway Star, Lazy (en), Space Truckin' (en) et surtout Smoke on the Water, avec l'un des riffs les plus célèbres du rock. Pour des raisons contractuelles, Warner ne sort cette dernière en 45 tours qu'en 1973 ; elle atteint la 4e place du classement Billboard. Deep Purple tourne pendant quarante-huit semaines dans le monde entier en 1972. Cette période est notamment illustrée par le live Made in Japan, paru en décembre 1972, qui reprend sans overdubs le meilleur de trois concerts donnés au Japon au mois d'août (no 6 aux États-Unis, no 16 au Royaume-Uni). À la suite de son concert du 30 juin 1972 au Rainbow Theatre de Londres, Deep Purple entre également au Livre Guinness des records en tant que « groupe de rock le plus fort du monde », ayant été mesuré à 117 décibels. Malgré leur succès planétaire, les cinq membres de Deep Purple sont épuisés par le nombre de concerts qu'ils doivent assurer. Les relations entre eux deviennent difficiles, notamment entre Gillan et Blackmore : les deux hommes ne se parlent plus que pour évoquer le programme des concerts qu'ils doivent assurer, et Gillan ne voyage plus avec ses camarades, prétextant une phobie de voler. Sorti en janvier 1973, l'album Who Do We Think We Are, enregistré en deux temps, en Italie puis en Allemagne, entre juillet et octobre 1972, témoigne de la lassitude générale, malgré le hit Woman from Tokyo.
Ian Gillan annonce son intention de quitter Deep Purple dès décembre 1972, mais consent à assurer les dates de la tournée mondiale prévue pour la première moitié de l'année 1973. Blackmore exige également le départ de Roger Glover, et menace de quitter le groupe s'il n'obtient pas satisfaction. Le dernier concert de la Mark II du groupe a lieu le 29 juin 1973 à Osaka.

### Mark III (1973-1975)
Le trio Blackmore-Lord-Paice se retrouve dans la même situation que quatre ans auparavant, à la recherche d'un chanteur et d'un bassiste, une situation qui s'annonce délicate, à tel point que Jon Lord envisage brièvement de quitter à son tour le groupe. Heureusement, il change d'avis, puis le trio auditionne plusieurs bassistes, et c'est Glenn Hughes, du groupe Trapeze, qui est élu, mais il exige de tenir également le chant, ce qui réduirait le groupe à un quatuor. Blackmore, Paice et Lord n'approuvent guère l'idée et trouvent alors un compromis : Hughes se voit assurer la position de deuxième chanteur, tandis que le groupe cherche toujours un chanteur principal. L'ex-Free Paul Rodgers est contacté, mais décline la proposition pour aller former Bad Company. C'est finalement un inconnu complet qui est engagé : David Coverdale. Il avait déjà croisé la route de Deep Purple en novembre 1969, lorsque son groupe, The Government, avait assuré sa première partie à Bradford.

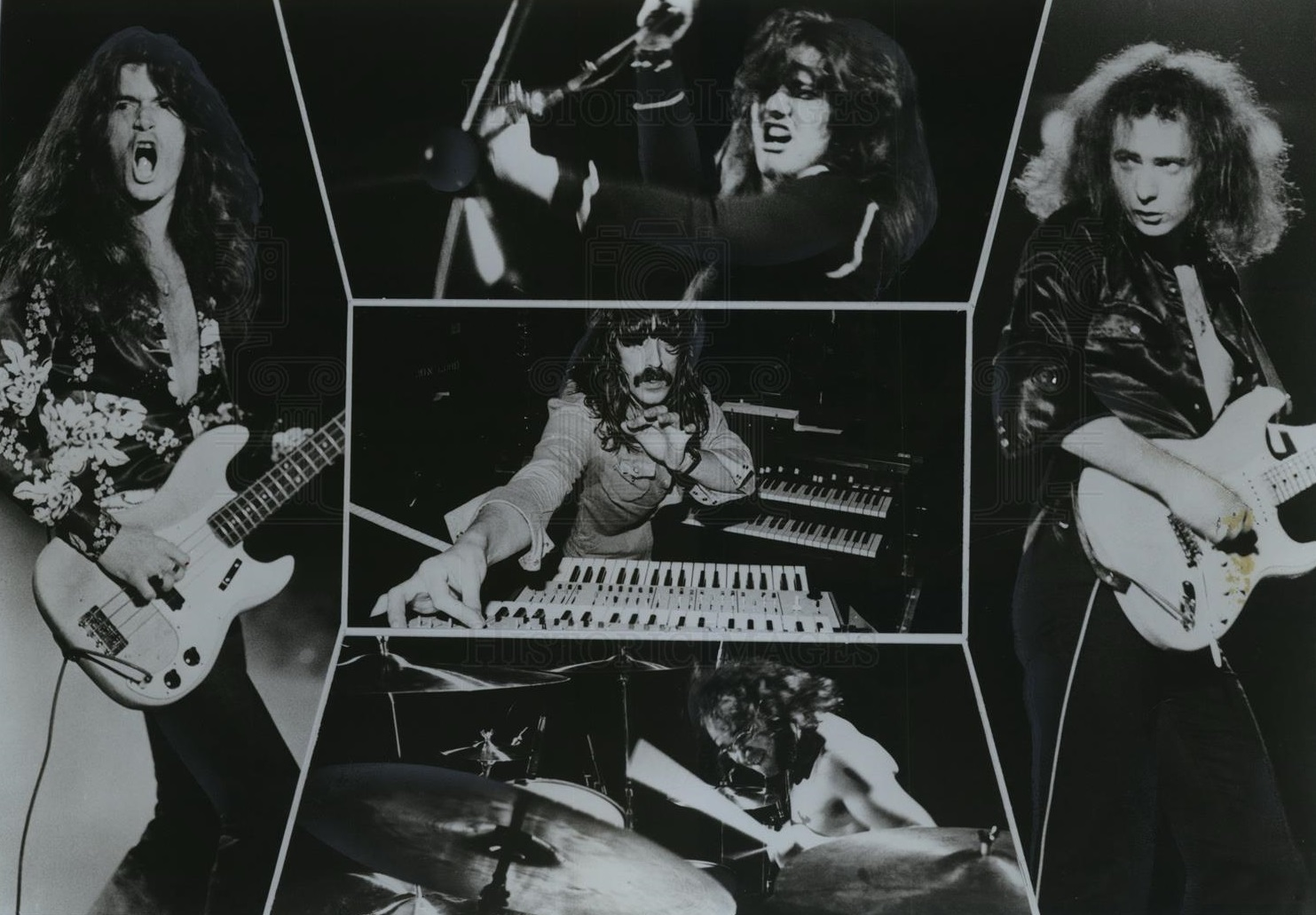
Deep Purple en 1975.

La Mark III de Deep Purple sort son premier album, Burn, en février 1974. Enregistré à Montreux, il est fortement influencé par la soul et le rhythm and blues, les genres de prédilection de Coverdale et Hughes. Numéro 3 au Royaume-Uni et numéro 9 aux États-Unis, l'album contient notamment les titres Burn et Mistreated. Le 6 avril 1974, Deep Purple est en tête d'affiche du festival California Jam à Ontario, où se produisent également Emerson, Lake and Palmer, Black Sabbath, Eagles et Earth, Wind and Fire, devant 250 000 spectateurs. La performance de Deep Purple est marquée par le comportement incendiaire de Ritchie Blackmore, qui détruit une caméra de télévision avec sa guitare avant de jeter deux autres guitares et divers objets dans le public. Un incident pyrotechnique manque de mettre le feu à la scène, et le groupe doit quitter les lieux en hélicoptère pour éviter d'être arrêté par les forces de l'ordre. Ce concert est illustré par l'album California Jamming (1996) et le DVD Live in California 74 (2005).
L'orientation soul, voire funk, prise par la musique de Deep Purple apparaît de façon encore plus forte sur le second album de la Mark III, Stormbringer, sorti en novembre 1974. Cependant, cette évolution ne satisfait pas Ritchie Blackmore, qui se sent de plus en plus aliéné au sein du groupe qu'il a participé à créer : même ses vieux camarades Jon Lord et Ian Paice rejettent sa suggestion d'enregistrer deux reprises sur Stormbringer. Il se rapproche de Ronnie James Dio, le leader d'Elf, groupe qui assure les premières parties de Purple depuis 1972, et commence à enregistrer un album solo avec les musiciens d'Elf. Blackmore joue pour la dernière fois avec Deep Purple au Palais des sports de Paris le 7 avril 1975. Le mois suivant sort Ritchie Blackmore's Rainbow, premier album du groupe qui lui donne son nom, au milieu de rumeurs annonçant le départ du guitariste de Deep Purple. La rupture est officiellement annoncée le 21 juin 1975. La dernière tournée de la Mark III en Europe est illustrée par les albums Made in Europe (1976), Mk III: The Final Concerts (1996), Live in Paris 1975 (2001), et Graz 1975 (2014).

### Mark IV (1975-1976)

Deep Purple en 1976.
De haut en bas, et de gauche à droite : David Coverdale, Ian Paice, Glenn Hughes, Tommy Bolin et Jon Lord

Deep Purple se cherche un nouveau guitariste : les noms de Rory Gallagher, Mick Ronson, Zal Cleminson (en) (Sensational Alex Harvey Band) et Clem Clempson (Humble Pie) sont évoqués. C'est finalement l'Américain Tommy Bolin qui est engagé pour succéder à Blackmore. Bolin, qui a remplacé Joe Walsh au sein du James Gang en 1973, a été découvert par David Coverdale sur l'album Spectrum de Billy Cobham. Tommy devient de la sorte le premier musicien non britannique à intégrer Deep Purple.
Après quelques jam sessions californiennes, publiées en 2000 sur l'album Days May Come and Days May Go, Bolin reste à Los Angeles pour enregistrer son album solo Teaser tandis que le reste du groupe s'envole vers Munich pour y débuter l'enregistrement du premier opus de la « Mark IV ». Bolin les rejoint au dernier moment pour y ajouter ses parties de guitare. Come Taste the Band, sorti en octobre, parachève l'évolution « funk » de Deep Purple, suivant en cela les goûts de Hughes, mais aussi ceux de Bolin. En revanche, les fans ne trouvent pas ce nouveau Purple à leur goût : l'album entre tout juste dans le Top 20 au Royaume-Uni et n'atteint que la 43e place aux États-Unis, des résultats décevants pour un groupe habitué à mieux.
Tommy Bolin se produit pour la première fois avec Deep Purple le 2 ou le 8 novembre à Honolulu. S'ensuit une tournée mondiale où le groupe doit se produire en Nouvelle-Zélande, en Australie, en Indonésie, au Japon, aux États-Unis et en Angleterre. Mais l'addiction de Bolin à l'héroïne et celle de Hughes à la cocaïne nuisent au bon déroulement de cette tournée. Ainsi, un soir à Jakarta, une mauvaise injection d'héroïne laisse le bras gauche de Bolin engourdi, ce qui n'est pas sans conséquences sur son jeu de guitare, comme l'illustre l'album Last Concert in Japan enregistré au Budokan le 15 décembre et sorti deux ans plus tard. L'ambiance au sein du groupe s'en ressent. La tournée s'achève le 15 mars 1976, sur un concert désastreux au Liverpool Empire Theatre, et les concerts prévus en Allemagne sont annulés : la séparation de Deep Purple est rendue publique le 19 juillet suivant.

### Séparation (1976-1984)

#### Mort de Tommy Bolin
Tommy Bolin reprend aussitôt le cours de sa carrière solo : il enregistre un deuxième album, Private Eyes, et tourne aux États-Unis avec son propre groupe, le Tommy Bolin Band. Cependant, les divers projets qu'il échafaude avec Billy Cobham ou Glenn Hughes ne se concrétisent pas : il meurt d'une overdose d'héroïne le 4 décembre 1976 à Miami, à l'âge de 25 ans.

#### Rainbow, Whitesnake et solos

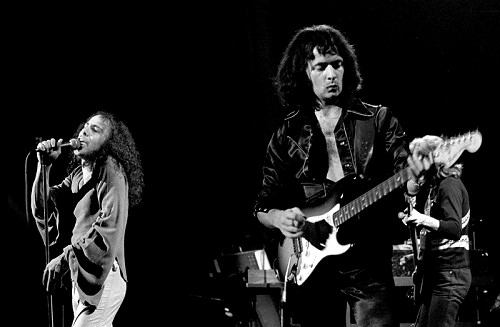
Rainbow en 1977, avec de gauche à droite : Ronnie James Dio au chant, Ritchie Blackmore à la guitare et Bob Daisley à la basse.

La fin des années 1970 voit plusieurs ex-Purple connaître le succès à la tête de leurs nouveaux groupes : Ritchie Blackmore avec Rainbow, Ian Gillan avec Gillan, suivi d'un bref passage chez Black Sabbath (un seul album Born Again, après lequel il sera remplacé par Glenn Hugues, pour un seul album également), et David Coverdale avec Whitesnake.
Après l'album The Butterfly Ball and the Grasshopper's Feast (1974) sur lequel apparaissent les anciens membres de la Mark III David Coverdale et Glenn Hughes, mais aussi Ronnie James Dio, le  futur chanteur de Rainbow, Roger Glover devient quant à lui un producteur recherché, travaillant avec Nazareth, Judas Priest, Rory Gallagher ou Status Quo, avant de retrouver Blackmore au sein de Rainbow en 1979. De son côté, Jon Lord laisse libre cours à son penchant pour la musique classique avec Sarabande (1976), puis devient le claviériste de Whitesnake en 1978. Ian Paice l'y rejoint l'année suivante, et en 1982, quitte le groupe pour jouer avec Gary Moore.

#### Poursuite du succès malgré la séparation
Cependant, la disparition de Deep Purple n'a en rien entaché sa popularité, comme en témoigne le succès de la compilation Deepest Purple, no 1 des ventes au Royaume-Uni en août 1980. Par ailleurs, alors que le groupe n'existe plus, des albums de Deep Purple continuent de sortir, avec des enregistrements de concerts de différentes formations (Marks II à IV) : Last Concert in Japan et Powerhouse (1977), In Concert (1980), Live in London (1982).

#### Bogus Deep Purple
Des rumeurs de réunion circulent, et un pseudo-Deep Purple fait son retour tant attendu sur scène aux États-Unis en mai 1980. Il s'agit en réalité d'un groupe monté de toutes pièces par le claviériste Geoff Emery et le guitariste Tony Flynn et dont le seul lien avec Deep Purple tient à la présence de Rod Evans, tiré de sa retraite musicale pour apporter un semblant de crédibilité à l'entreprise. Rien de nouveau pour Emery et Flynn, qui ont déjà participé à une « réunion » tout aussi douteuse du groupe Steppenwolf quelques années auparavant. Les concerts donnés par ce « Bogus Deep Purple » sont un désastre musical, et manquent parfois de tourner à l'émeute lorsque le public réalise qu'il a été trompé sur la marchandise, malgré la présence sur les affiches de la mention « nouveau » Deep Purple. Ainsi, lors d'un concert à Détroit, des chaises sont jetées sur scène par les spectateurs, avant que le guitariste n'invective le public par « Ceux qui veulent voir le VRAI Deep Purple peuvent rester, les autres peuvent aller se faire f... », des propos auxquels le public réagit en jetant d'autres objets, entraînant le départ des musiciens de la scène. Par ailleurs, les managers de Deep Purple, John Coletta et Tony Edwards, feront paraître un article dans le LA Times précisant qu'aucune des personnalités parmi Blackmore, Coverdale, Gillan, Glover, Hughes, Lord et Paice ne se produiront au concert de Long Beach Arena du 19 août 1980. Finalement, une décision de justice est rendue le 3 octobre, condamnant le faux Deep Purple à verser 672 000 $ en dommages et intérêts aux détenteurs légitimes du nom. En outre, Rod Evans se verra interdit d'utiliser le nom de Deep Purple et cessera de percevoir des royalties sur les trois premiers albums.

### Mark V, Mark VI et réunions de la Mark II (1984-1994)

#### Mark II (b)

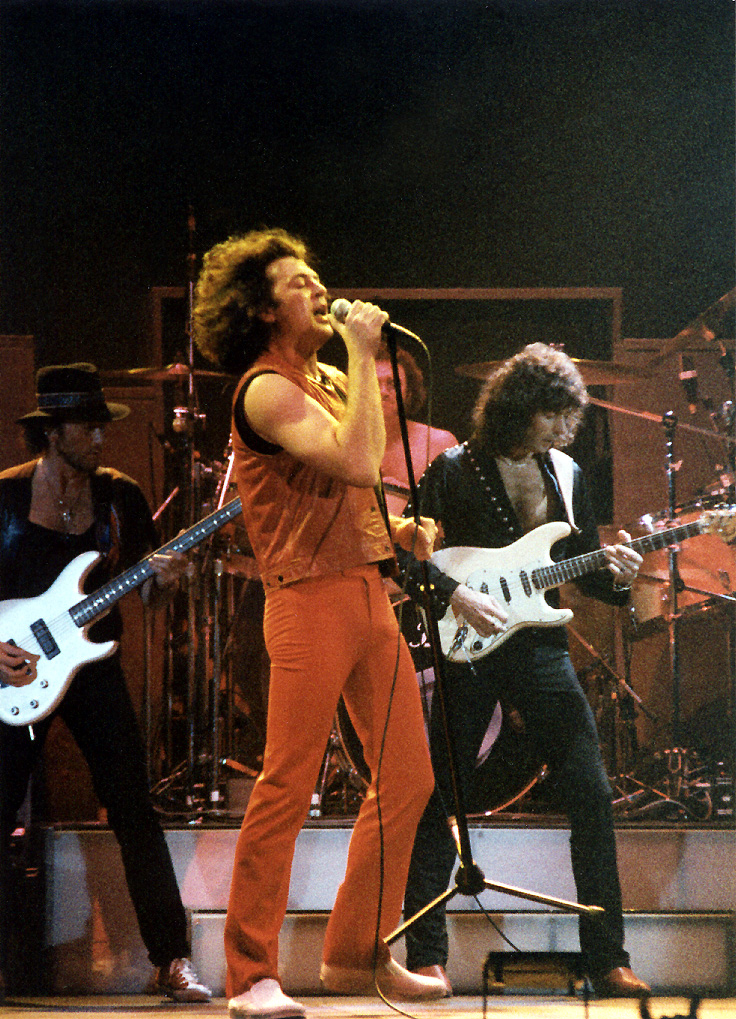
Deep Purple en concert au Cow Palace, le 31 janvier 1985.

Blackmore dissout Rainbow ; Lord, Paice et Gillan quittent respectivement Whitesnake, Gary Moore et Black Sabbath, et la réunion de la Mark II de Deep Purple est rendue publique le 27 avril 1984. Le groupe reformé passe l'été à Stowe, dans le Vermont, pour écrire et enregistrer Perfect Strangers, produit par Glover. L'album sort en septembre chez Polydor et rencontre un franc succès des deux côtés de l'Atlantique : no 5 en France et au Royaume-Uni, no 17 aux États-Unis. Le public répond également présent lors des concerts de la tournée mondiale qui commence à Perth le 27 novembre. Cette tournée culmine lors d'une unique date britannique, le 22 juin 1985 à Knebworth, devant 80 000 personnes. Il donne lieu en 1991 à l'album live In the Absence of Pink.
Deep Purple retourne à Stowe en juin 1986, mais les sessions sont beaucoup plus difficiles : le torchon recommence à brûler entre Blackmore et Gillan. The House of Blue Light, sorti en janvier 1987, est beaucoup plus fraîchement accueilli que son prédécesseur, Perfect Strangers. Durant la tournée promotionnelle de cet album, lors du concert du 20 février 1987 à Bercy, Blackmore refuse de jouer Smoke on the Water, le dernier morceau prévu sur la setlist. L'année suivante, l'album live Nobody's Perfect ne parvient pas à attirer les fans, malgré une pochette réalisée par le studio Hipgnosis et la présence en bonus d'une nouvelle version studio de Hush pour célébrer le vingtième anniversaire du groupe. En fin de compte, Nobody's Perfect permet surtout à Deep Purple de boucler son contrat de trois albums avec Polydor pour aller signer chez BMG. En septembre 1988, Ian Gillan apprend par téléphone qu'il est viré du groupe pour divers griefs : problème d'alcool, mauvaises prestations scéniques, oublis des paroles, ainsi que de dépasser les bornes dans ses engueulades avec Blackmore.

#### Mark V

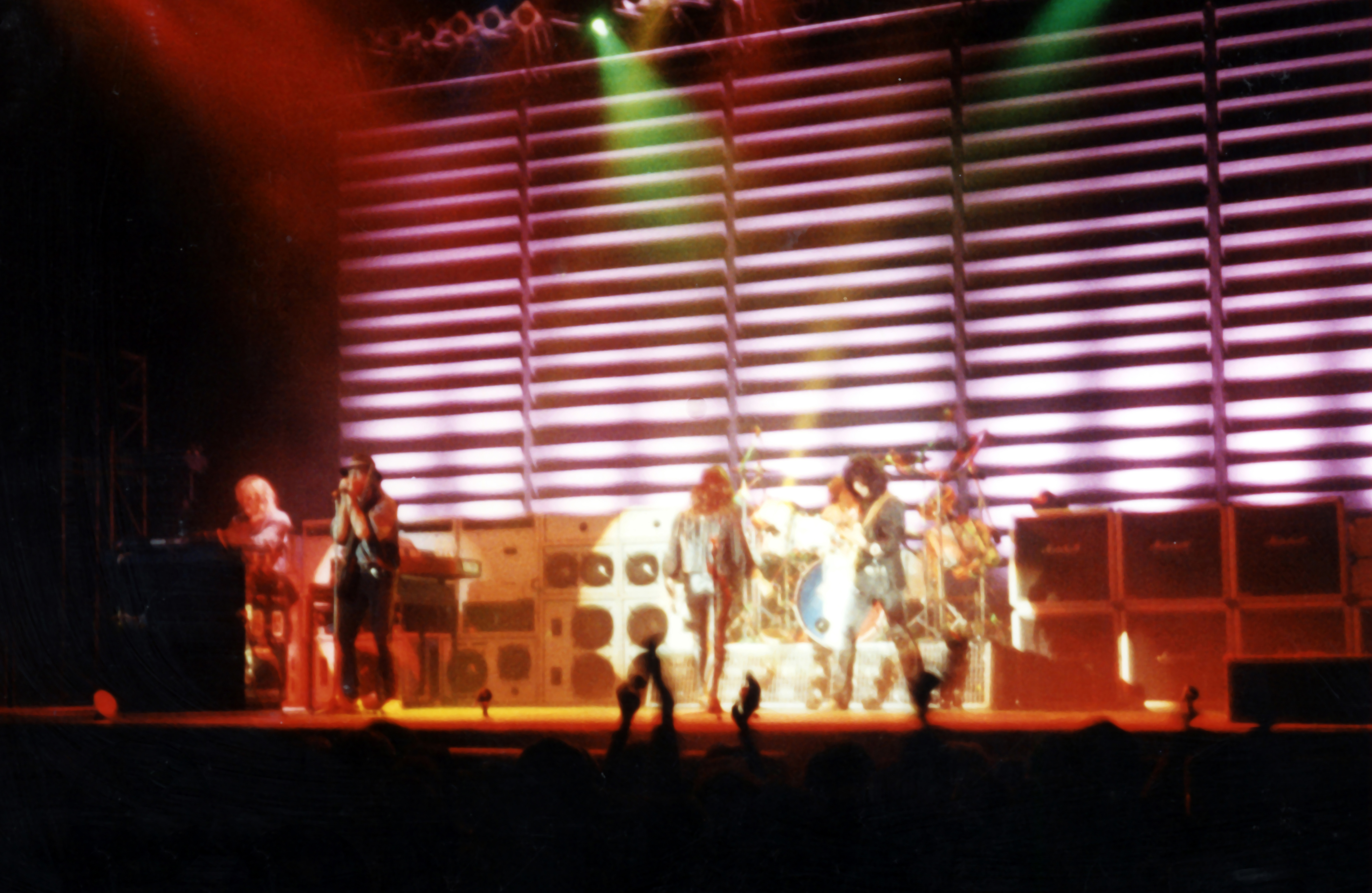
Deep Purple Mark V joue Lazy à Amnéville le 12 février 1991. Les solos d'harmonica sont assurés par Roger Glover.

Divers noms sont envisagés pour remplacer Gillan : les anciens David Coverdale et Ronnie James Dio, Doug Pinnick (King's X), Kal Swann (ex-Tytan et ex-Lion), Terry Brock (Strangeways), Brian Howe (Bad Company) ou les Australiens Jimmy Barnes (Cold Chisel) et John Farnham (Little River Band). Le choix du quatuor s'arrête sur Jimi Jamison, mais les managers de son groupe, Survivor, l'empêchent d'accepter cette proposition. Finalement, fin 1989, c'est l'Américain Joe Lynn Turner qui rejoint Deep Purple, davantage par défaut qu'autre chose. Ce n'est pas un étranger à la famille Purple, puisqu'il a été le chanteur de Rainbow de 1980 à 1984.
L'unique album de la « Mark V » de Deep Purple, Slaves and Masters, sort en novembre 1990 sur le label BMG. L'accueil est tiède, et les ventes décevantes après le succès de The House of Blue Light : il est classé no 45 au Royaume-Uni et no 87 aux États-Unis. Avec le recul, cet album « n'aurait jamais, jamais dû porter le nom de Deep Purple » selon Jon Lord.

#### Mark II (c)

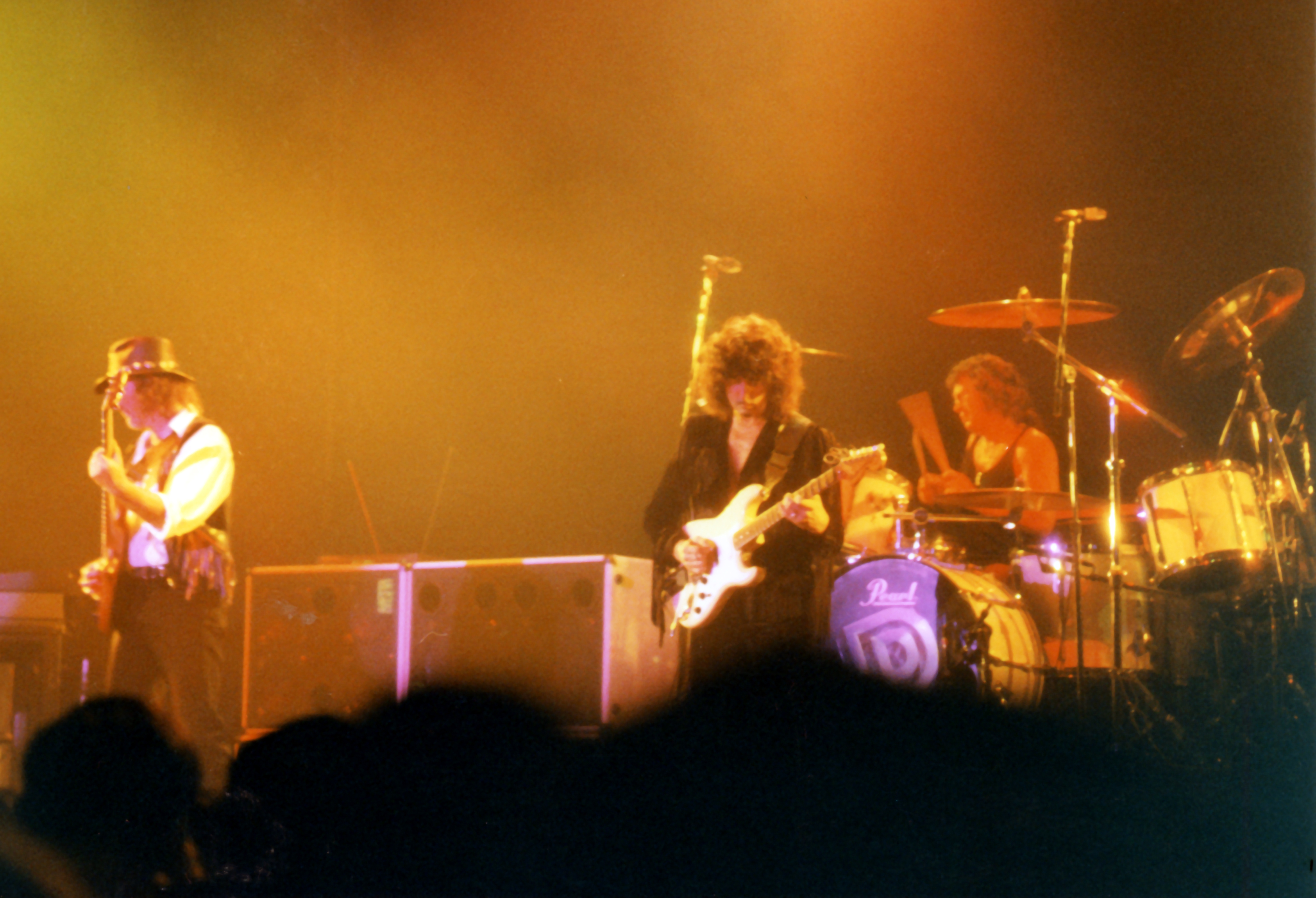
Deep Purple Mark II le 18 octobre 1993 à Nancy

À la fin de l'année 1992, quelques mois après les premières sessions d'écriture et d'enregistrement de l'album The Battle Rages On, Joe Lynn Turner est renvoyé de Deep Purple qui réintègre Ian Gillan. Celui-ci, en plus de nouveaux morceaux, réécrit ceux de Turner et le tout est réenregistré. Le retour du chanteur emblématique du groupe permet de meilleures ventes en Europe : dès sa sortie en juillet 1993, l'album, coproduit avec Thom Panunzio (en), se classe 21e au Royaume-Uni. Cependant, les tensions entre Blackmore et Gillan, de nouveau réapparues lors des sessions d'enregistrement, s'accentuent tout au long de la tournée européenne qui s'ensuit, comme en témoignent les albums Come Hell or High Water (1994) et Live in Europe 1993 (2006). De ce fait, les cinq membres du groupe n'éprouvent plus le moindre plaisir de jouer. Et pour couronner le tout, alors que Deep Purple doit partir au Japon en décembre pour y achever cette même tournée, le guitariste annonce d'emblée qu'il ne sera pas du voyage, et déchire son passeport sous les yeux de ses camarades pour que le message soit clair. Il joue pour la dernière fois avec Deep Purple le 17 novembre 1993 à Helsinki (Finlande).
Après une brève résurrection de Rainbow, Blackmore fonde Blackmore's Night, groupe de folk rock d'inspiration médiévale, avec sa nouvelle compagne Candice Night qu'il a rencontrée en 1989.

#### Mark VI
Malgré le refus de Blackmore de les accompagner, les quatre autres membres de Deep Purple sont bien déterminés à assurer les concerts prévus pour décembre 1993 au Japon. Aussi invitent-ils à se joindre à eux le guitariste américain Joe Satriani, qui est à cette époque le guitariste préféré des Japonais. Au cours de cette petite tournée, ils commencent à retrouver leur enthousiasme précédemment perdu, et repartent avec Satriani pour une nouvelle tournée en Europe de mai à juillet 1994, qui remporte elle aussi un grand succès. Satriani ne poursuit pas l'aventure pour des raisons contractuelles et retourne à sa carrière solo. Comme le déclare Ian Paice à Rock'n Folk en juillet 1998 : « Nous nous sommes aperçus qu'il y avait une vie après Ritchie. »[réf. souhaitée] Il contredit ainsi définitivement l'idée du groupe que Blackmore se faisait et voulait donner aux fans de l'époque, une idée selon laquelle Deep Purple n'existerait plus sans lui.

### Mark VII (1994-2002)

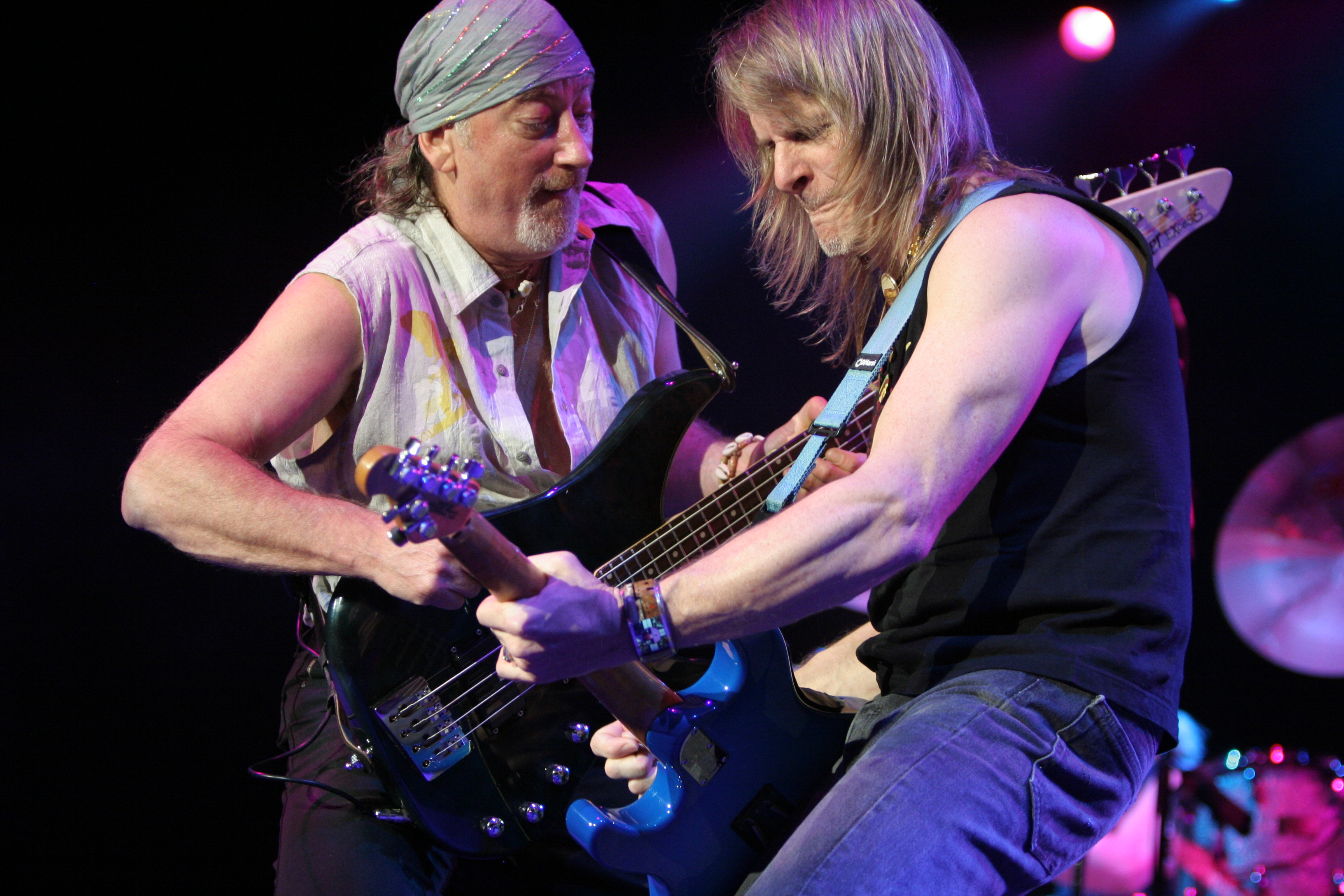
Roger Glover et Steve Morse en 2005.

Les quatre membres restants du groupe cherchent un nouveau guitariste, dans tous les sens du terme : ils ne veulent pas un clone de Blackmore. Leur choix s'arrête sur l'Américain Steve Morse, ex-Kansas et fondateur du groupe Dixie Dregs et du Steve Morse Band. L'annonce surprend beaucoup de monde, y compris Ritchie Blackmore lui-même : Steve Morse n'est ni Anglais ni de la même génération que ses nouveaux camarades, il ne descend donc pas du british blues boom.
Le premier concert de Deep Purple avec son nouveau guitariste a lieu à Mexico le 23 novembre 1994, après seulement trois jours de répétitions. Au cours de l'année 1995, Steve Morse se familiarise non seulement avec les grands classiques de Deep Purple, mais il permet aussi au groupe de jouer des morceaux dont Ritchie Blackmore ne voulait pas entendre parler, entre autres plusieurs chansons de Fireball, comme No One Came ou encore le titre éponyme, Pictures of Home, Woman from Tokyo et plus particulièrement When a Blind Man Cries. Le programme des concerts s'enrichit également de nouveaux titres qui annoncent un nouvel album. Enregistré à Orlando, Purpendicular sort en février 1996 et s'avère le disque le plus expérimental et le plus varié du groupe depuis Fireball.
Le groupe reprend le concerto sur différentes scènes européennes, en Chine, au Japon et en Australie, toujours secondé par un orchestre classique. Un coffret de 12 CD retrace ces prestations : The Soundboard Series. Après cette parenthèse, il se lance dans une nouvelle tournée mondiale.
Lors de la tournée 2001, Jon Lord, souffrant, est temporairement remplacé aux claviers par Don Airey (ex Rainbow, Whitesnake, Gary Moore, Ozzy Osbourne, etc..).

### Mark VIII (2002-2022)
À la surprise générale, Jon Lord annonce son départ de Deep Purple en mars 2002 : il souhaite se consacrer à des projets plus personnels de musique orchestrale, que les tournées à répétition du groupe l'empêchent de mener à bien. Pour le remplacer, les autres membres se tournent vers Don Airey, qui, en 2001, a remplacé temporairement Jon Lord malade, et que Roger Glover a lui-même connu pour avoir joué avec lui au sein de Rainbow. Celui-ci a déjà assuré les parties de claviers du groupe lors du concert du 19 septembre à Ipswich. 

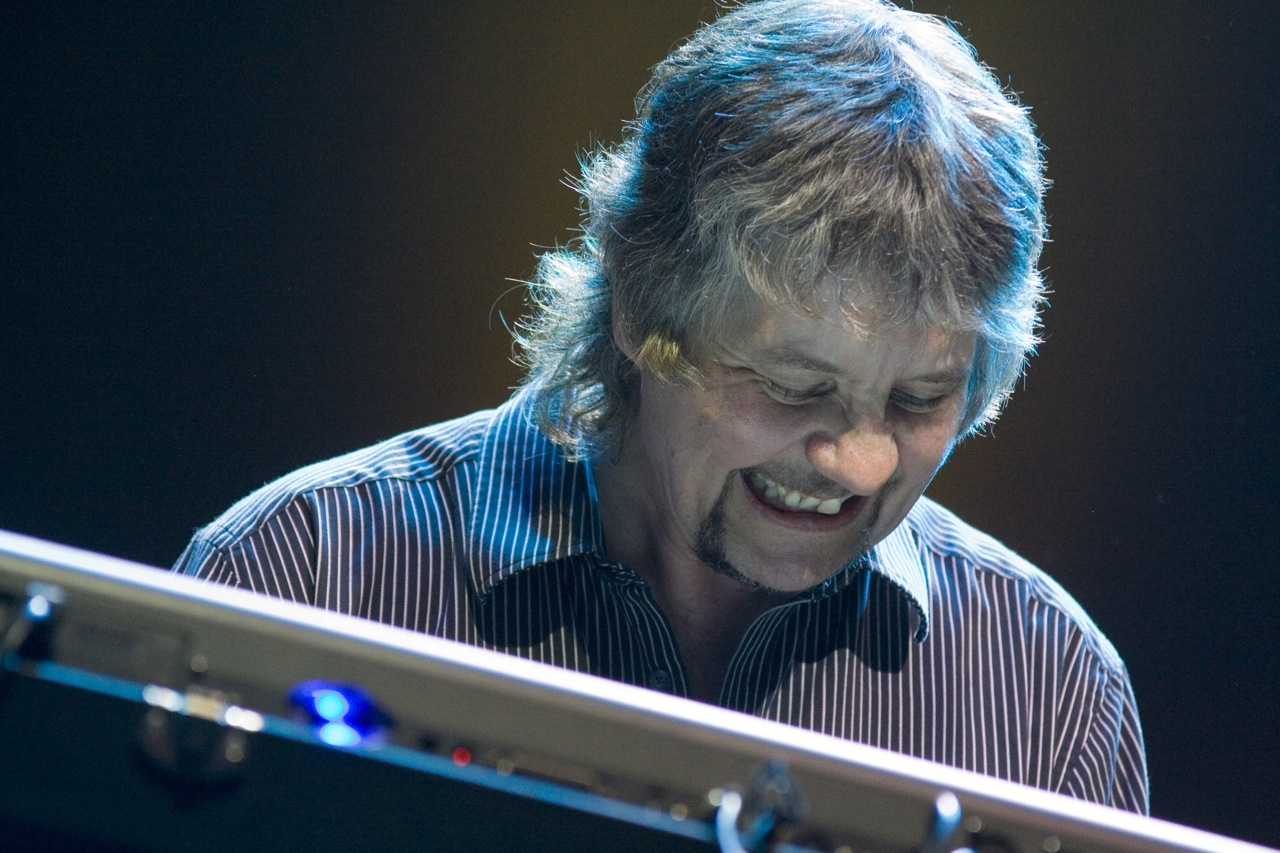
Don Airey avec Deep Purple en 2005.

Le premier album avec Don Airey, Bananas, est enregistré à Los Angeles au début de l'année 2003 et sort en octobre. Pour la première fois depuis The Battle Rages On, il n'est pas produit par Roger Glover, mais par un producteur extérieur, l'américain Michael Bradford. La sortie de l'album s'accompagne d'une tournée mondiale (2003-2004) qui passe par l'Amérique du Sud, l'Europe, l'Amérique du Nord, l'Asie et la Russie. L'album est classé numéro 3 en Allemagne, mais EMI refuse d'en faire la promotion au Royaume-Uni.[réf. nécessaire]

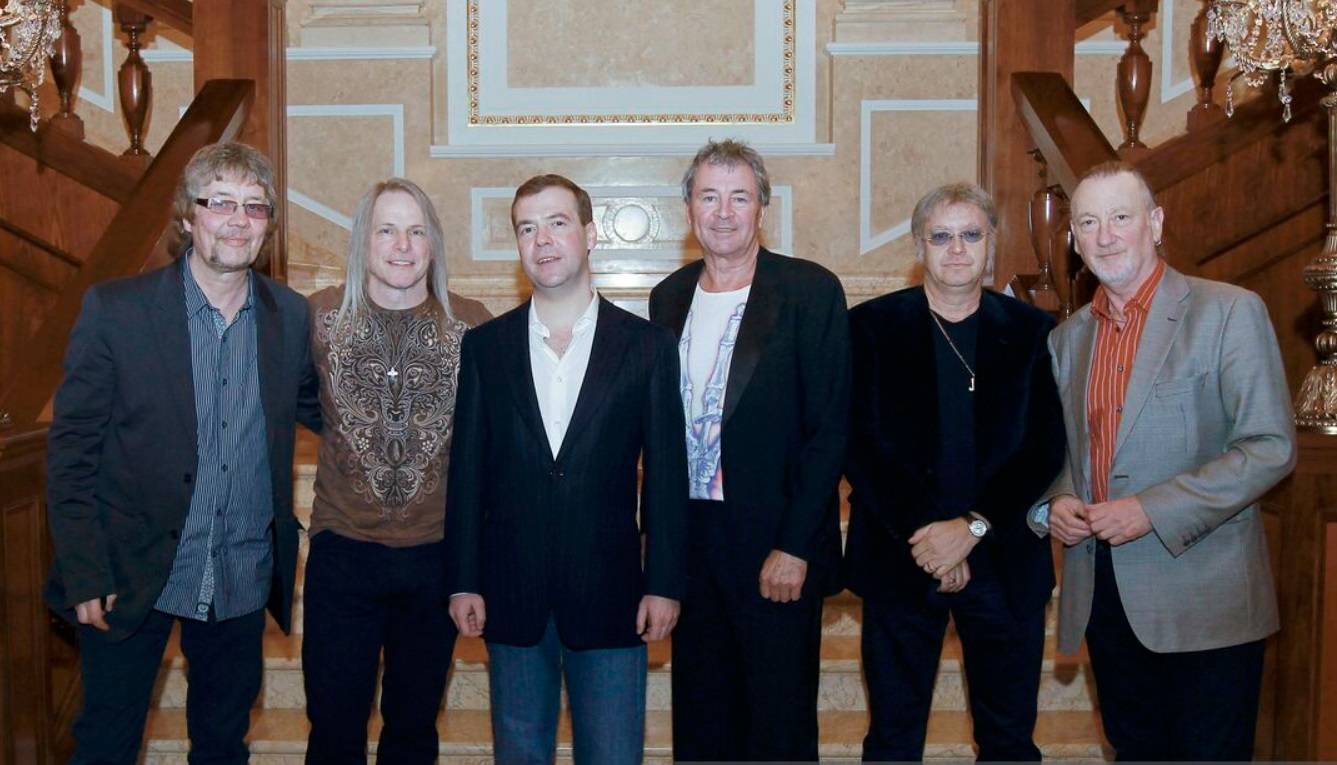
Deep Purple avec Dmitri Medvedev, le 23 mars 2011.

Deep Purple retrouve Michael Bradford en 2005 pour l'enregistrement de Rapture of the Deep, son premier album pour le label Edel AG à la suite de son départ d'EMI. L'album sort en novembre, quelques mois après la participation du groupe au Live 8 près de Toronto au Canada et au festival des Vieilles Charrues à Carhaix en Bretagne. De 2006 à 2011, il donne près de 500 concerts dans une cinquantaine de pays du monde entier, participant notamment au festival de Montreux (2006 en tête d'affiche, 2008 et 2011), aux festivals Monsters of Rock au Royaume-Uni (2006) et en Espagne (2008) et à la fête de l'Humanité en France (2009). Le président russe Dmitri Medvedev accueille les cinq musiciens au Kremlin avant leur concert à Moscou le 23 mars 2011.
De juin 2011 à décembre 2012, Deep Purple entreprend une nouvelle tournée mondiale, passant par l'Amérique du Nord, l'Europe et l'Amérique du Sud, intitulée The Songs That Built Rock Tour. Le groupe y est accompagné par l'orchestre philharmonique allemand du Neue Philharmonie Frankfurt. Les musiciens ménagent une pause dans leur programme entre février et octobre pour se consacrer au dix-neuvième album studio du groupe, le troisième de cette formation. Now What?!, enregistré à Nashville, et produit par Bob Ezrin (producteur entre autres de Pink Floyd et d'Alice Cooper), sort en avril 2013. Il est dédié à la mémoire de Jon Lord, mort le 16 juillet 2012 des suites d'une embolie pulmonaire. Bien accueilli par la critique et le public, le disque, à la tendance nettement progressive, est un succès commercial : n° 1 en Allemagne et en Autriche, n° 2 en Suisse, n° 19 en France et au Royaume-Uni et n° 110 aux États-Unis. En juillet 2013, Deep Purple joue une nouvelle fois au festival de Montreux et y interprète entre autres son morceau emblématique Smoke on the Water, en hommage à Claude Nobs. Il participe aussi pour la première fois au Wacken Open Air en Allemagne le 1er août. Il promeut le nouvel album sur les scènes européennes fin 2013 et debut 2014. Le 4 avril 2014, le groupe, ainsi que de nombreux artistes, participe à l'événement-hommage Celebrating Jon Lord, organisé au Royal Albert Hall. Une captation live est réalisée pour une sortie en CD, DVD et Blu-Ray en octobre 2014. L'année se termine par une mini-tournée aux États-Unis et des dates en Europe.[réf. nécessaire]
En 2015, alors que le combo reprend la route en passant par le Mexique, le Canada, les États-Unis puis l'Europe, David Coverdale publie avec son groupe Whitesnake un disque de reprises de titres des Marks III et IV de Deep Purple intitulé The Purple Album. Pour Deep Purple, l'année se termine par une tournée européenne. Parallèlement à leur intronisation au Rock and Roll Hall of Fame à Cleveland le 8 avril 2016, le groupe enregistre à Nashville un nouvel album, toujours sous la houlette de Bob Ezrin. Début mai, il est en tournée au Japon.[réf. nécessaire] En juillet 2016, le groupe joue en clôture du Montreux Jazz Festival pour le 50e anniversaire de celui-ci. Pour l'occasion, le groupe joue dans le Grand Hôtel où il avait enregistré l'album Machine Head en 1971.

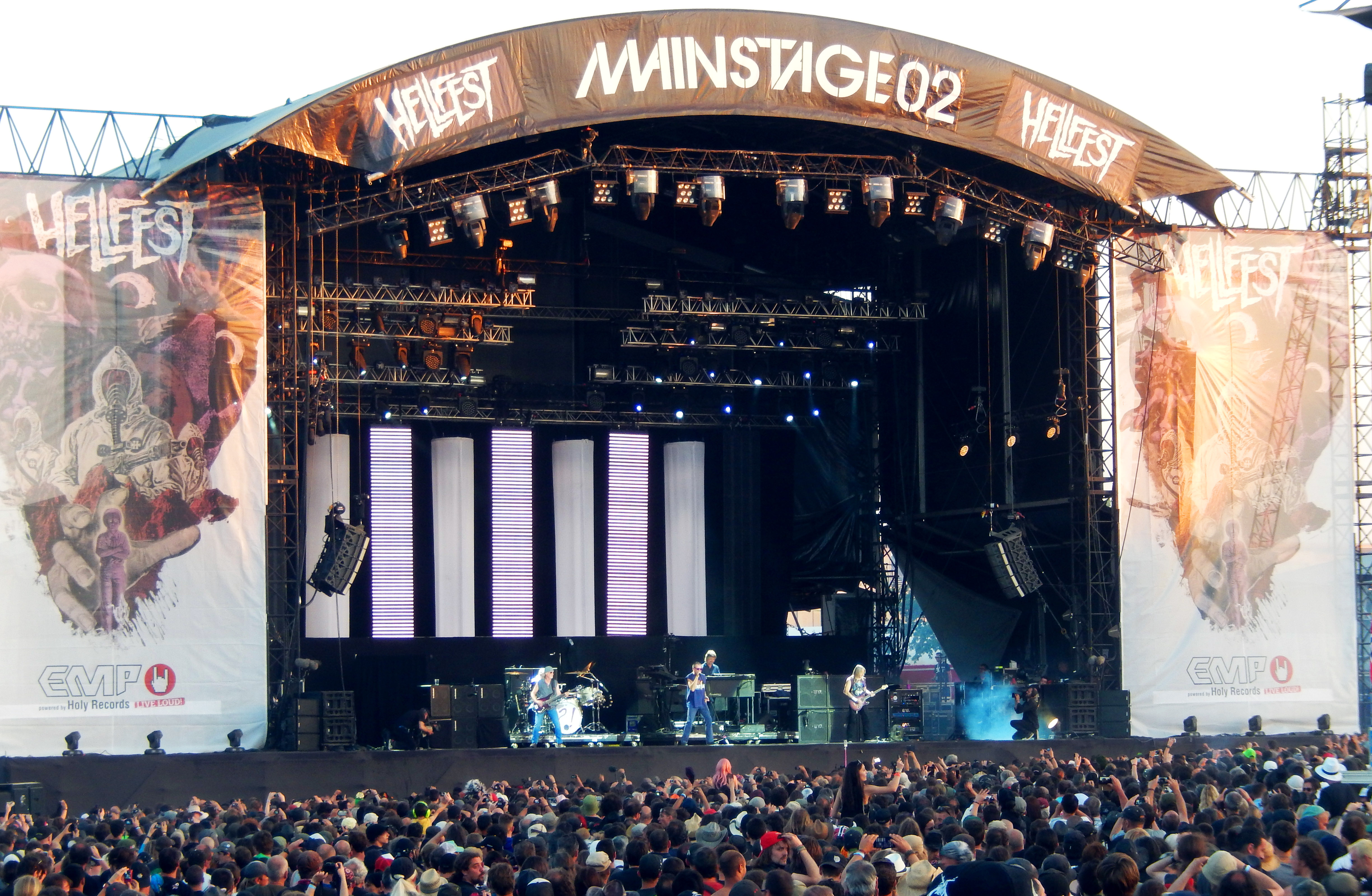
Deep Purple au Hellfest 2014

Le vingtième album de Deep Purple, Infinite, sort le 7 avril 2017. Comme Now what, il connaît un grand succès : n° 1 en Allemagne, n° 6 en Angleterre et n° 105 aux USA[réf. nécessaire]. Il est suivi d'un Long Goodbye Tour qui commence par une tournée en Europe, au cours de laquelle le groupe se produit entre autres au Hellfest. Ce concert est enregistré et filmé en vue d'un DVD qui sort trois ans plus tard, en complément du nouvel album, Whoosh!, qui est no 4 en Angleterre, plus haute position  jamais atteinte  dans ce pays en 40 ans.
Le 26 novembre 2021, le groupe sort son 22e album studio Turning to Crime, composé pour la première fois uniquement de reprises d'autres artistes — idée de Bob Ezrin — et précédé par les singles 7 And 7 Is et Oh ! Well !

### Mark IX (depuis 2022)

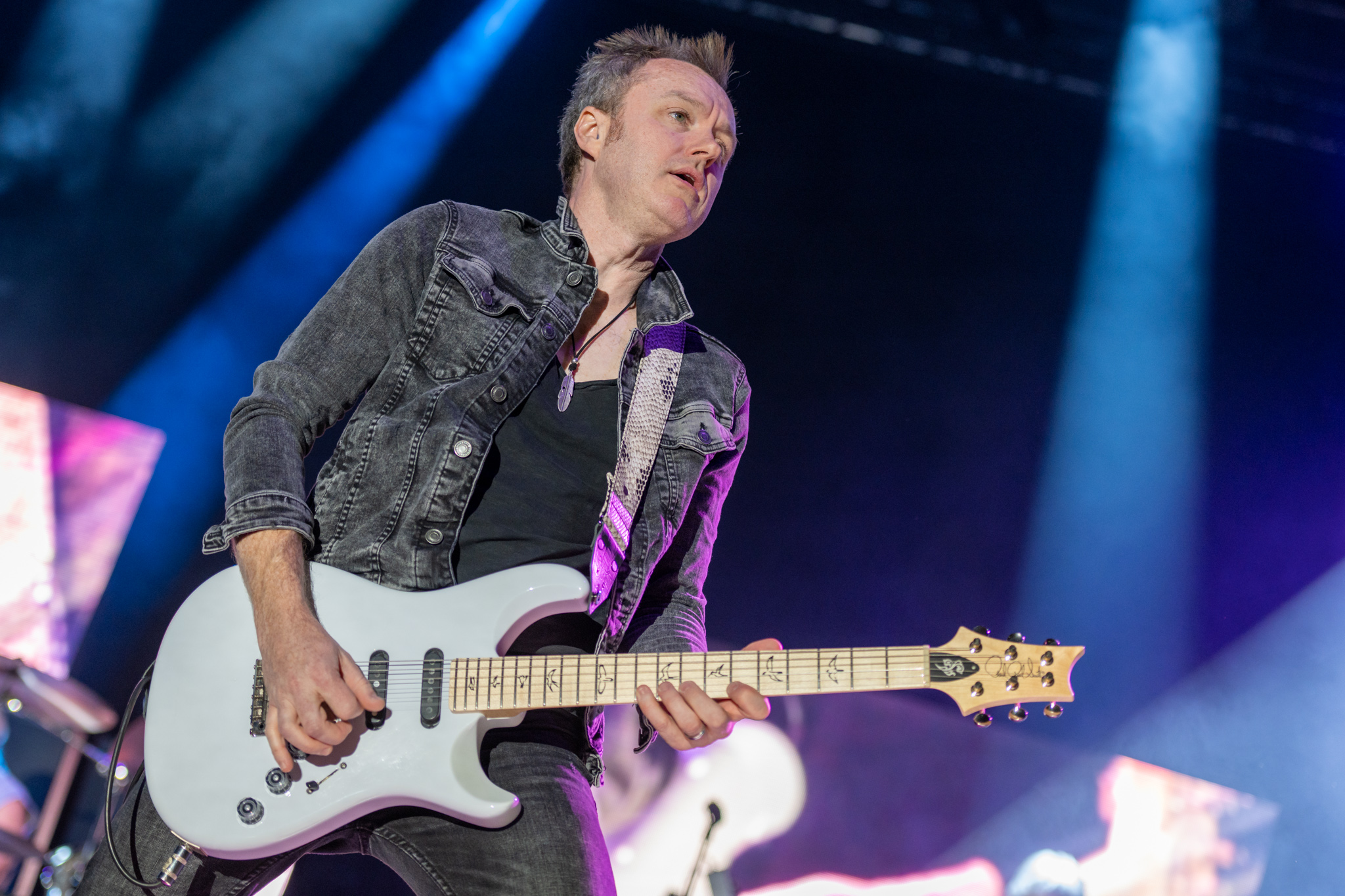
Simon McBride en concert avec Deep Purple en 2022

En mars 2022, Morse annonce qu'il doit prendre une pause du groupe après que sa femme a reçu un diagnostic de cancer. Le groupe, qui est récemment retourné en concert, continue sa tournée avec Simon McBride, anciennement de Sweet Savage et qui s'est produit auparavant avec Ian Gillan et Don Airey, remplaçant Morse qui, à ce moment-là, est officiellement toujours membre du groupe. Le 23 juillet 2022, il est annoncé que la pause de Steve Morse du groupe est devenue permanente et qu'il quitte le groupe pour s'occuper de sa femme (celle-ci mourra finalement le 4 février 2024). Plus tard en septembre, McBride devient membre officiel du groupe.
Le groupe sort son 23e album studio =1 le 19 juillet 2024, le premier de la « Mark IX ».

## Distinctions et hommages
Avec Led Zeppelin et Black Sabbath, Deep Purple est considéré comme l'un des pionniers du hard rock, comme le résume Joe Elliott, chanteur de Def Leppard : « il n'y avait que trois groupes qui comptaient en 1971 : Led Zeppelin, Black Sabbath et Deep Purple ». De nombreux groupes de hard rock et de heavy metal revendiquent l'influence de Deep Purple, parmi lesquels Scorpions, Iron Maiden, Metallica, Saxon, Van Halen, Judas Priest, Def Leppard ou Dream Theater[réf. souhaitée].
En 2011, Deep Purple reçoit l'Innovator Award lors des CR Awards organisés par le magazine Classic Rock.
Bien qu'il soit éligible depuis 1993, le groupe est nommé pour la première fois comme candidat à l'entrée dans le Rock and Roll Hall of Fame en 2012, mais ne fait pas partie des six nouveaux membres de 2013, alors qu'il est arrivé en deuxième position du sondage réalisé auprès du public, derrière Rush. Après une deuxième nomination infructueuse en 2014, le groupe est finalement intronisé au Hall of Fame le 8 avril 2016, mais cette distinction ne s'étend pas à tous les membres du groupe : les seuls concernés sont Ritchie Blackmore, Ian Gillan, Roger Glover, Ian Paice, Rod Evans, Glenn Hughes, David Coverdale et Jon Lord à titre posthume. Curieusement, Nick Simper, membre fondateur du groupe n'est pas récompensé, contrairement à son acolyte Rod Evans, qui avait fait partie du faux Deep Purple de 1980. Lors de la cérémonie, à laquelle n'assistent pas Blackmore et Evans (dont on a perdu trace depuis ce faux Deep Purple), le discours d'intronisation de Deep Purple est prononcé par Lars Ulrich, le batteur de Metallica. Pour Gillan, l'oubli de Steve Morse et Don Airey est « très bête » et reflète le caractère « arbitraire » de la sélection effectuée par le Hall of Fame. Cependant, Morse et Airey sont tout de même présents pour interpréter avec les trois autres membres actuels de Deep Purple trois grands classiques du groupe : Highway Star, Hush et Smoke on the Water. David Coverdale et Glenn Hughes, quant à eux, ne joueront pas.
Quelques années plus tard, David Coverdale déclarera que les membres actuels de Deep Purple ont « empêché » la présence de Ritchie Blackmore lors de l'intronisation du groupe : « Blackmore n'était pas présent lorsque le groupe a été honoré, affirmant dans un communiqué à l'époque qu' " il discutait de la possibilité d'y assister, jusqu'à ce que nous ayons reçu une correspondance du président du Rock Hall of Fame, déclarant que Bruce Payne, actuel manager de Deep Purple, avait dit : « Non .......... !!!!! ». Par conséquent, Ritchie n'assistera pas à la cérémonie. Il remercie sincèrement tous les fans qui ont voté pour lui pour leur soutien." J'ai appelé Ritchie et j'ai dit : “Viens avec moi. Personne ne fera rien”. La première chose que j'ai dite [dans mon discours] était : “Je suis tellement désolé que Ritchie Blackmore ne soit pas là, sans qui aucun de nous ne serait sur cette scène, ce qui est absolument vrai”. » Glenn Hughes, quant à lui déclarera que « Blackmore avait été invité à y assister mais avait refusé et que cela avait été fait gracieusement. ». Il ajoutera que Coverdale et lui s'étaient vu refuser la possibilité de participer à la performance d'intronisation de Deep Purple : « Je ne vais pas nommer de noms, car il y a un membre qui n'a pas jugé approprié que nous puissions chanter. Alors David et moi sommes restés bras-dessus, bras-dessous tout au long de la cérémonie » ».

## Membres
Deep Purple est toujours composé de cinq musiciens : un chanteur, un guitariste, un claviériste, un batteur, et un bassiste. Le groupe a connu huit incarnations différentes, appelées « Mark I », « Mark II », « Mark III », etc. À l'origine, il est constitué de Ritchie Blackmore, Jon Lord, Ian Paice, Rod Evans et Nick Simper, mais la formation la plus célèbre est la Mark II, qui comprend Blackmore, Lord, Paice, Ian Gillan et Roger Glover.
Depuis le départ de Jon Lord en 2002, Ian Paice est le seul membre d'origine encore présent au sein du groupe et le seul à avoir appartenu à toutes ses formations.
Deux membres du groupe sont morts : Tommy Bolin en 1976 (overdose d'héroïne) et Jon Lord en 2012 (embolie pulmonaire par suite d'un cancer du pancréas). Tous les autres anciens membres de Deep Purple continuent à se produire musicalement, en solo ou dans diverses formations (Blackmore's Night, Rainbow, Whitesnake, etc.) reprenant parfois des morceaux joués lors de leur passage au sein du groupe. La seule exception est Rod Evans : depuis son « bogus Deep Purple » en 1980, personne ne sait ce qu'il est devenu, ni même s'il est toujours vivant. 

### Membres actuels
- Ian Paice : batterie (1968-1976, depuis 1984) ; Marks I à IX
- Roger Glover : basse (1969-1973, depuis 1984), et occasionnellement chœurs (concerts), synthétiseur (1987) et harmonica (1991) ; Marks II et V à IX
- Ian Gillan : chant, congas, harmonica (1969-1973, 1984-1988, depuis 1992) ; Marks II et VI à IX
- Don Airey : claviers (en tournée 2001, depuis 2002) ; Marks VIII et IX
- Simon McBride : guitare, chœurs (en tournée mai-juillet 2022, depuis septembre 2022) ; Mark IX

### Anciens membres
- Jon Lord (†) : claviers (1968-1976, 1984-2002 sauf du 9 août au 8 septembre 2001), chœurs (1968-1969) ; Marks I à VII – mort le 16 juillet 2012
- Ritchie Blackmore : guitare (1968-1975, 1984-1993) ; Marks I à III et V
- Rod Evans : chant (1968-1969) ; Mark I et « Bogus Deep Purple » (1980)
- Nick Simper : basse, chœurs (1968-1969) ; Mark I
- David Coverdale : chant (1973-1976) ; Marks III et IV
- Glenn Hughes : basse, chœurs, chant (1973-1976) ; Marks III et IV
- Tommy Bolin (†) : guitare, chant (1975-1976) ; Mark IV – mort le 4 décembre 1976
- Joe Lynn Turner : chant (1989-1992) ; Mark V
- Joe Satriani : guitare (1993-1994) ; Mark VI
- Steve Morse : guitare (1994-2022) ; Marks VII et VIII

### Musiciens de concert
- Christopher Cross : guitare (un concert à San Antonio en 1970 en remplacement de Ritchie Blackmore)[77]
- Randy California : guitare (un concert au Québec en 1972 en remplacement de Ritchie Blackmore)[78]
- Candice Night : chœurs (1993)[79]
- Nick Fyffe : basse (quelques concerts en 2011 en Europe en remplacement de Roger Glover)[80]
- Jordan Rudess : claviers (14 mars 2020 à Mexico en remplacement de Don Airey)[81]
- Adam Wakeman : claviers (17 décembre 2023 à Bangalore en remplacement de Don Airey)[82]

### Bogus Deep Purple (1980)
- Rod Evans : chant
- Tony Flynn : guitare
- Geoff Emery : claviers
- Tom de Rivera : basse
- Dick Jurgens III : batterie

### Chronologie
C : remplaçant en concert

## Discographie studio
À côté de ses vingt-trois albums studios, le groupe apparait sur près de quarante albums enregistrés en concert. La formation Mark VI (avec Joe Satriani à la guitare) n'a enregistré aucun album, que ce soit en studio ou en concert.
| 1 re époque (1968-1976) Mark I 1968 : Shades of Deep Purple 1969 : The Book of Taliesyn 1969 : Deep Purple Mark II 1970 : In Rock 1971 : Fireball 1972 : Machine Head 1973 : Who Do We Think We Are Mark III 1974 : Burn 1974 : Stormbringer Mark IV 1975 : Come Taste the Band | 2 e époque (depuis 1984) Mark II 1984 : Perfect Strangers 1987 : The House of Blue Light Mark V 1990 : Slaves and Masters Mark II 1993 : The Battle Rages On Mark VII 1996 : Purpendicular 1998 : Abandon Mark VIII 2003 : Bananas 2005 : Rapture of the Deep 2013 : Now What?! 2017 : Infinite 2020 : Whoosh! 2021 : Turning to Crime Mark IX 2024 : =1 |